# Nick E. Tarabay

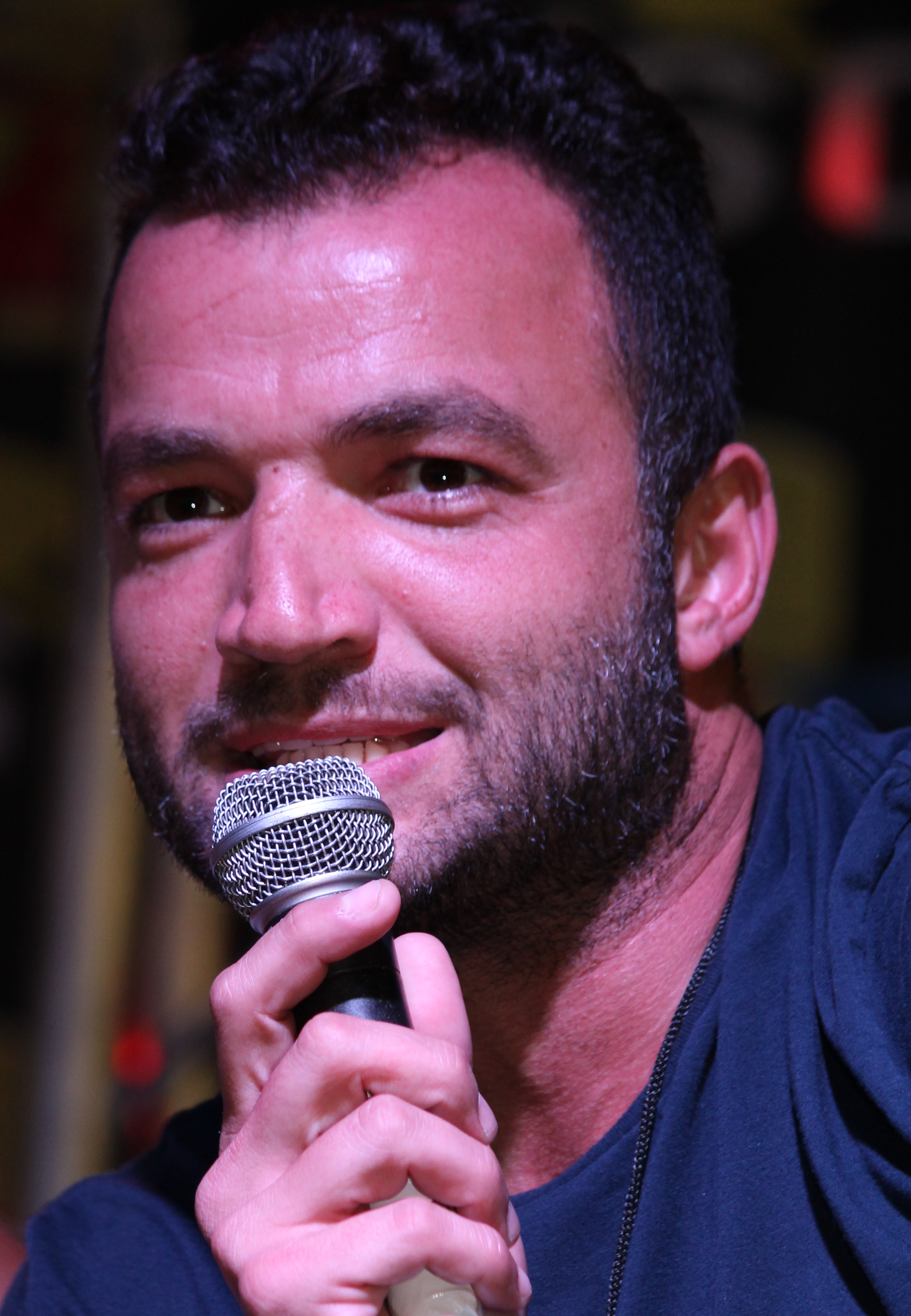
Nick E. Tarabay auf der Florida SuperCon 2014

Nick Emad Tarabay (* 28. August 1975 in Beirut, Libanon) ist ein libanesisch-US-amerikanischer Schauspieler. Bekanntheit erlangte er vor allem durch die Rolle des Ashur aus der Serie Spartacus.

## Leben und Karriere
Nick Tarabay wurde im Libanon geboren, wo der Großteil seiner Familie bis heute lebt. Nach dem Schulabschluss zog er nach New York City. Parallel zu seinen ersten Engagements am New Yorker Theater arbeitete er in Bekleidungsgeschäften der Marken Hugo Boss und Gucci. Er nahm Schauspielunterricht am T. Schreiber Studio in Manhattan. 2004 zog er nach Los Angeles, wo ihn der Schauspiellehrer Larry Moss unterrichtete.
Im Jahr 2000 gab er mit einer Statistenrolle in einer Episode der Serie Sex and the City sein Debüt vor der Kamera. Eine kleine Nebenrolle als Matush in der Serie Die Sopranos folgte. Nach seinem Umzug nach Los Angeles war er in Gastrollen in den Serien CSI: Miami, The Unit – Eine Frage der Ehre, Moonlight, Without a Trace – Spurlos verschwunden und Navy CIS zu sehen. Von 2008 bis 2009 übernahm er die Rolle des Axel Finet in der Serie L.A. Crash.
2010 wurde er für die Rolle des Ashur in der Serie Spartacus des Kabelsenders Starz besetzt. Die Rolle spielte er bis 2012 und steigerte damit seine Bekanntheit. Auch in der Miniserie Spartacus: Gods of the Arena, die 2011 ausgestrahlt wurde, war er in dieser Rolle zu sehen. Weitere Serienauftritte folgten in Detroit 1-8-7, Common Law, Burn Notice, Major Crimes, Castle und Taken – Die Zeit ist dein Feind. 2013 war Tarabay in einer kleinen Rolle als Klingone im Film Star Trek Into Darkness zu sehen. In den Serien Believe, Person of Interest, Longmire und Arrow spielte er jeweils wiederkehrende Rollen.
2018 war Tarabay als Sonny im Film Pacific Rim: Uprising zu sehen. Von 2017 bis 2018 spielte er Cotyar Ghazi in der Serie The Expanse.
Neben seiner Schauspieltätigkeit leiht Tarabay gelegentlich Videospielfiguren seine Stimme, etwa in Anthem, Call of Duty: Modern Warfare oder The Dark Pictures Anthology: House of Ashes.

## Filmografie (Auswahl)
- 2000: Sex and the City (Fernsehserie, Episode 3x01)
- 2001–2004: Die Sopranos (The Sopranos, Fernsehserie, 3 Episoden)
- 2007: CSI: Miami (Fernsehserie, Episode 5x18)
- 2007: The Unit – Eine Frage der Ehre (The Unit, Fernsehserie, 2 Episoden)
- 2007: Moonlight (Fernsehserie, Episode 1x10)
- 2008–2009: L.A. Crash (Fernsehserie, 13 Episoden)
- 2009: Without a Trace – Spurlos verschwunden (Without a Trace, Fernsehserie, Episode 7x17)
- 2009: Navy CIS (NCIS, Fernsehserie, Episode 6x23)
- 2010–2012: Spartacus (Fernsehserie, 21 Episoden)
- 2011: Spartacus: Gods of the Arena (Miniserie, 6 Episoden)
- 2011: Detroit 1-8-7 (Fernsehserie, Episode 1x16)
- 2012: Common Law (Fernsehserie, Episode 1x09)
- 2013: Star Trek Into Darkness
- 2013: Burn Notice (Fernsehserie, 2 Episoden)
- 2013: Major Crimes (Fernsehserie, Episode 2x10)
- 2014: Believe (Fernsehserie, 5 Episoden)
- 2014–2015: Person of Interest (Fernsehserie, 3 Episoden)
- 2014–2017: Arrow (Fernsehserie, 3 Episoden)
- 2015: Longmire (Fernsehserie, 3 Episoden)
- 2015: Death Valley
- 2016: Castle (Fernsehserie, Episode 8x11)
- 2016: The Veil
- 2017–2018: The Expanse (Fernsehserie, 15 Episoden)
- 2018: Pacific Rim: Uprising
- 2018: Taken – Die Zeit ist dein Feind (Taken, Fernsehserie, Episode 2x15)
- 2020: Motherland: Fort Salem (Fernsehserie, 3 Episoden)
- 2021: MacGyver (Fernsehserie, Episode 5x05)
- 2021: Stargirl (Fernsehserie, 11 Episoden)
- 2022: The Cleaning Lady (Fernsehserie, 2 Episoden)
- 2022: A Gingerbread Christmas